# Andrija Crnogorac
Andrija Crnogorac (in serbo Aндријa Црногорaц?; Bosanska Gradiška, 23 luglio 1981) è un ex cestista serbo.

## Palmarès
- Coppa di Jugoslavia: 1

Partizan Belgrado: 1999